# Balatonfüred
Balatonfüred (tyska: Bad Plattensee, slovakiska: Blatenské Teplice) är en stad och kommun i distriktet Balatonfüred i provinsen Veszprém i västra Ungern. Staden är ett populärt turistmål, belägen vid Balatonsjön. Kommunen har 12 925 invånare (2024), på en yta av 46,45 km².